# Sonja Oberem
Sonja Oberem-Krolik (Rheydt, 24 februari 1973) is een voormalige Duitse triatlete en langeafstandsloopster. Ze werd tweemaal Europees kampioene triatlon op de olympische afstand en driemaal wereldjeugdkampioene triatlon. Ook nam ze tweemaal deel aan de marathon op de Olympische Spelen, maar behaalde hierbij geen medailles.

## Biografie
Het begin van de sportcarrière van Sonja Krolik stond in het teken van de triatlon. Ze werd driemaal wereldkampioene triatlon bij de junioren (1990, 1991, 1992), tweemaal Europees kampioene triatlon (1992, 1994) en tweemaal Duits kampioene triatlon (1993, 1994).
Daarna richtte ze zich voornamelijk op het hardlopen en kwalificeerde zich voor het wereldkampioenschap marathon van 1995 in Göteborg, waar ze een achtste plaats behaalde. Op de olympische marathon tijdens de Spelen in Atlanta in 1996 finishte ze eveneens als achtste. Bij de wereldkampioenschappen in 1997 in Athene werd ze zevende en in 1999 in Sevilla zesde.
In 1995 won Krolik de halve marathon van Berlijn in 1:11.42. In 2001 won ze de marathon van Hamburg in een persoonlijk record van 2:26.13. In datzelfde jaar won ze ook de marathon van Athene. In beide wedstrijden zegevierde ze het jaar daarna opnieuw. Daarnaast won Sonja Krolik een bronzen medaille op de Europese kampioenschappen van 2001 in München en werd zij dat jaar ook nog eens vijfde op de marathon tijdens de WK in Edmonton. In 2004 werd ze derde op de marathon van Wenen en de marathon van Berlijn. Daarna trad ze terug uit de topsport en werd het jaar erop moeder van een zoon.
In 2006 probeerde Sonja Oberem-Krolik een comeback te maken op de marathon van Berlijn, maar moest wegens een blessure opgeven.
Oberem-Krolik was aangesloten bij Bayer Leverkusen.

## Titels
- Europees kampioene triatlon op de olympische afstand - 1992, 1994
- Duits kampioene halve marathon - 1998
- Duits kampioene veldlopen - 1999
- Duits kampioene triatlon - 1993, 1994
- Wereldjeugdkampioene triatlon - 1990, 1991, 1992

## Persoonlijke records
| Onderdeel      | Prestatie | Datum             | Plaats       |
| -------------- | --------- | ----------------- | ------------ |
| halve marathon | 1:10.13   | 29 september 1996 | Grevenmacher |
| 30 km          | 1:43.29   | 10 augustus 2002  | München      |
| marathon       | 2:26.13   | 22 april 2001     | Hamburg      |

## Palmares

### triatlon
- 1990:  WK junioren in Orlando - 2:11.32
- 1991:  WK junioren in Golden Coast - 2:05.02
- 1991:  EK olympische afstand in Geneve - 2:09.16
- 1992:  WK junioren in Huntsville - 2:08.09
- 1992:  EK olympische afstand in Lommel - 2:02.47
- 1993: 4e WK olympische afstand in Manchester - 2:09.21
- 1994:  EK olympische afstand in Eichstatt - 2:02.51

### halve marathon
- 1995:  halve marathon van Berlijn - 1:11.42
- 1998:  Duits kampioenschap in Potsdam - 1:11.57
- 2002: 8e halve marathon van Lissabon - 1:10.44

### marathon
- 1993: 10e marathon van Berlijn - 2:38.02
- 1994: 5e marathon van Berlijn - 2:26.53
- 1995: 8e WK - 2:32.17
- 1996: 4e Boston Marathon - 2:29.24
- 1996: 8e OS - 2:31.16
- 1997: 4e Londen Marathon - 2:28.02
- 1997: 7e WK - 2:35.28
- 1998: 6e Londen Marathon - 2:29.39
- 1998: 12e EK - 2:32.36
- 1998:  marathon van Amsterdam - 2:29.30
- 1999: 9e WK - 2:28.55
- 2000: 8e marathon van Osaka - 2:31.03
- 2000:  marathon van Wenen - 2:27.25
- 2000: 24e OS - 2:33.45
- 2001: 4e marathon van Osaka - 2:28.50
- 2001:  marathon van Hamburg - 2:26.13
- 2001: 5e WK - 2:28.17
- 2001:  marathon van Athene - 2:36.15
- 2002:  marathon van Hamburg - 2:26.21
- 2002:  EK - 2:28.45
- 2002:  marathon van Athene - 2:37.29
- 2004: 19e marathon van Osaka - 2:42.56
- 2004:  marathon van Wenen - 2:30.58
- 2004:  marathon van Berlijn - 2:26.53
- 2006: 4e marathon van Keulen - 2:48.00
- 2008: 6e marathon van Düsseldorf - 2:46.58
- 2009:  marathon van Düsseldorf - 2:43.49

## Boek
Sonja Oberem is schrijfster van de boeken
- Laufen macht Laune ISBN 3442168279, Goldmann, 2006
- Ernährungs-Coach: mehr Leistung im Sport ISBN 3-8304-2184-2, Haug, 2005

- Gemeinsame Normdatei: 130302120
- World Athletics: 14279101
- International Standard Name Identifier: 0000 0000 1713 9771
- Virtual International Authority File: 62651991
- WorldCat: E39PBJmtCDK8MfQ6DPmYpCChHC